# Mystus bocourti
Mystus bocourti är en fiskart som först beskrevs av Bleeker, 1864.  Mystus bocourti ingår i släktet Mystus och familjen Bagridae. IUCN kategoriserar arten globalt som sårbar. Inga underarter finns listade i Catalogue of Life.